# トランジットガールズ
『トランジットガールズ』とは、2015年11月7日から12月26日まで毎週土曜日23:40 - 翌0:05に、フジテレビ系の『土ドラ』枠で放送された日本のテレビドラマである。
連続ドラマ史上初めて「ガールズラブ」をテーマとした作品で、かつて同局系で放送されていたリアリティ番組『テラスハウス』のスタッフが再結集し制作された。

## あらすじ
それぞれの父母の再婚で、義理の姉妹となった女子高生・小百合とカメラマンを志すゆい。
一緒に暮らし始めたが、ある日。小百合はゆいからキスをされてしまう。そこから2人の秘密の関係が始まっていく。

## キャスト
葉山 小百合〈18〉
演 - 伊藤沙莉
この物語の主人公。高校3年生。
志田 ゆい〈21〉
演 - 佐久間由衣
この物語のもう一人の主人公。プロのカメラマンを目指している。
深澤 直〈18〉
演 - 健太郎
小百合の幼馴染で高校の同級生。
門脇 未來〈17〉
演 - 吉田里琴
小百合の高校の同級生。
直のことが好き｡
倉田 葵〈18〉
演 - 渡辺恵伶奈
小百合の高校の同級生。
佐伯 柳太朗
演 - 尚玄
プロのカメラマンでゆいがアシスタントに付いている。
ゆいの元彼でもある｡
志田 まどか
演 - 霧島れいか
ゆいの母。
葉山 圭吾
演 - Mummy-D
小百合の父。

## スタッフ
- 編成企画：太田大（フジテレビ）
- プロデューサー：松本彩夏（イースト・エンタテインメント）/ 関友彦（コギトワークス）
- 脚本：加藤綾子
- 演出：前田真人（イースト・エンタテインメント）
- 音楽：降谷建志（Victor Entertainment / MOB SQUAD）
- テーマソング：降谷建志「Prom Night」（Victor Entertainment / MOB SQUAD）
- 制作：フジテレビ
- 制作・著作：イースト・エンタテインメント

## 放送日程
| 各話   | 放送日   | 演出     |
| ------ | -------- | -------- |
| 第1話  | 11月07日 | 前田真人 |
| 第2話  | 11月14日 | 前田真人 |
| 第3話  | 11月21日 | 前田真人 |
| 第4話  | 11月28日 | 前田真人 |
| 第5話  | 12月05日 | 前田真人 |
| 第6話  | 12月12日 | 前田真人 |
| 第7話  | 12月19日 | 前田真人 |
| 最終話 | 12月26日 | 前田真人 |